# 鳴霞
鳴霞（めいか、1957年 - ）は、日本に帰化したジャーナリスト。中国瀋陽市生まれ。元中国共産党員、元・近畿福祉大学中国語課講師。YouTuber。日本語はあまり話せない。

## 略歴
中学校で中国青年団のリーダー。高校卒業後、東北の農村に下放される。
- 1979年 - 瀋陽市科技日本語学院入学。
- 1981年 - 中国航天部瀋陽市軍工企業の戦闘機・ミサイル製造現場の情報課日本語担当勤務。
- 1982年 - 訪日、京都日本語学校を卒業し、兵庫・大阪の中国語学校で講師を務める。
- 2002年 - 「月刊中国」主幹として、中国の内部情報を発信開始。
- 2003年 - アメリカで開催された中国問題国際会議に招待され、女性問題・農民問題などについて報告。
- 2007年 - 9月、オーストラリアで開催された国際人権会議に招待される。12月、スイス・ジュネーブでの第6回国連人権理事会に招待される。

現在、中国が日本侵略を進めているとして警告を発し、講演活動や情報発信を行っている。

## 著書
- 『母性の危機 苦悩の中国 』 文芸社 2000年
- 『中国人民解放軍の正体 - 平和ボケ日本人への警告！！ 』 日新報道 2010年
- 『中国人民解放軍知られたくない真実 - 変貌する「共産党の軍隊」の実像』 潮書房光人社 2012年
- 『日本掠奪 - 知ったら怖くなる中国政府と人民解放軍の実態』 桜の花出版 2012年
- 『あなたのすぐ隣にいる中国のスパイ』飛鳥新社 2013年  ISBN 978-4864102391
- 『中国 驚愕の性奴隷』（2015年8月25日、青林堂、ISBN 9784792605285）

## 論文
- 国立情報学研究所収録論文 国立情報学研究所